# パラダイム
パラダイム (paradigm) とは、科学史家・科学哲学者のトーマス・クーンによって提唱された、科学史及び科学哲学上の概念。一般には「模範」「範」を意味する語だが、1962年に刊行されたクーンの『科学革命の構造（The structure of scientific revolutions）』で科学史の特別な用語として用いられたことで有名になった。しかし、同時に多くの誤解釈や誤解に基づく非難に直面したこと、また、概念の曖昧さなどの問題があったために、8年後の1970年に公刊された改訂版では撤回が宣言され、別の用語で問題意識を再定式化することが目指された。
本記事では、撤回の宣言を踏まえつつも、クーン本来の問題関心を明らかにするため、再定式化に用いられた専門図式（disciplinary matrix）の概念も含めて記述する。

## パラダイム概念の周辺
クーンの提出したこの概念は、本来は限定された専門分野において用いられることを想定していたにもかかわらず、時としてビジネス書にすら登場するほど一般的な言葉となった。そうした場合、最大公約数的に言うと、パラダイムは“時代の思考を決める大きな枠組み”などと解されていることが多いが、これは誤った(拡大解釈しすぎた)理解であり、そのような“大風呂敷を広げて”いる概念ではないことにまず注意しなければならない。
クーンは自然科学に対してパラダイムの概念を考えたのであり、社会科学においてはパラダイムが成立しているか未だ問題であり、成立に至る道は極めて険しいとしている。
クーンによれば、パラダイムとは次の二つの特徴を持つ業績の事である。
1. その業績は、「他の対立競争する科学研究活動を棄てて、それを支持しようとする特に熱心なグループを集めるほど、前例のないユニークさを持って」いる。
2. 「その業績を中心として再構成された研究グループに解決すべきあらゆる種類の問題を提示してくれる」

### 科学論の前史
パラダイム概念の発表とともにクーンが巻き込まれた激しい論争の位置付けを理解するためには、そこまでに至る前史と文脈を押さえておく必要がある。20世紀以降の科学哲学ないし科学論の対象たるべき科学は、歴史的に言えば、17世紀における科学革命後に成立した独自の知識の様式ということが出来る。この科学という知識の様式を特徴付ける特性は「実証性」、言い換えれば、思弁ではなく「事実的」「経験的」「確実」な仕方で正当化された知識であることに求められた。
実証性はこの限りでは、自然科学の特徴を言い表す概念以上のものではなかったが、オーギュスト・コントは実証性を哲学上の思想にまで高めた。特に19世紀後半における科学研究とその応用としての技術の長足の発展に支えられて、実証主義の哲学は大きな影響力をもった。とりわけ、ここでの文脈に即して言えば、実証主義は人文社会的な領域をも自然科学の方法で統一しようとする強い傾向をもっていたことが重要である。

### 実証主義の科学論
いわゆる科学論や科学哲学が成立するのはこうした実証主義の影響においてであり、20世紀前半に「形而上学の除去（elimination of metaphysics）」を掲げ、今日に連なる科学論の基礎を築いたウイーン学団の論理実証主義はその典型であろう。
事実、1960年代前半まで科学哲学の分野での主導権を握っていたウイーン学団の後裔たちは、ナチスの台頭を逃れて亡命したアメリカで、自然科学の方法による社会科学の統合を掲げて活動していたが、その理論的プログラムは、イアン・ハッキング [1981: 2] によれば、ラディカルな「還元主義」である。簡単に言えば、唯一の実在世界に関するただ一つの科学が存在すべきであり、表層の科学はより深層の科学へ還元可能である。社会学は心理学へ、心理学は生物学へ、生物学は化学に、化学は物理学へ還元することができ、さらには、当の物理学すらも、直接的所与を記述する観察文の集合へ還元されることによって「実証」されるのである。こうした論理実証主義のプログラムを見るとわかるように、科学哲学にとって問題なのは、かならずしも実際に活動している科学の姿そのものではない。科学論や科学哲学を成立させた問題設定とは、科学としての科学に関する解明ではない。科学は（科学ではないほかの問題の）モデルとでもいうべき役割を期待されていたのである。

### パラダイム概念の学説史的意義
しかし、こうした実証主義の科学論は1960年代から徐々に疑問にさらされるようになってきた。その先鞭をつけたのが、ノーウッド・R・ハンソン（Norwood R. Hanson）である。ハンソンは、観察の概念を再検討し、観察を、感覚データを受動的に知覚するだけの単純な経験ではなく、理論的背景や先行的知識をもとにして事象を意味付ける能動的行為であることを明らかにした「観察の理論負荷性」テーゼを提唱した [Hanson1963＝1986]。このテーゼに従えば、「生の事実」とか「堅固な事実」といった概念、あるいは公正中立な観点から得られた純粋無垢なデータと理論の間に、検証ないし反証の手続きを介在させることによって非対称的な関係を想定していた実証主義的な科学論は、大きな打撃を受けざるを得ない。
こうした「旧い」科学論の崩壊に、いわば最後の一撃であったのが、クーンのパラダイム論の「一般的受容」の効果である。つまり、理論は観察事実によって反証されるのではなく、理論に反する観察事実があろうとも、理論は維持され得るし、理論を打ち倒すのは別の理論である ―― というパラダイム論の一般的受容は、クーンの論述それ自体が詳細な科学史的事例の分析に依拠する堅実な方法に基づいていたために、かなりの衝撃をもって受け止められ、また激しい論争が惹き起こされもした。いずれにせよ、クーン以後の科学論は、社会的・心理的次元を含めた広い次元を扱うようになると同時に、科学の「あるべき姿」ないし、なにものかの「あるべき姿」の仮託としての科学を語る規範的アプローチを断念し、科学の「実際にある姿」を問題とする記述的（？）アプローチに転じた。自身の意図はともかくも、クーンのパラダイム論は、科学としての科学を主題とする科学論の成立の上で一つの画期となったのである。

## パラダイムとはなにか
パラダイム概念はその一般的受容において大きな画期をもたらしたが、それはクーン自身の意図したところとはかなり異なるものであった。また、そうした受容にもとづき、クーンはカール・ポパーたちから科学の合理性と客観性を否定する相対主義者・非合理主義者と断罪され、厳しい論難を浴びたが、実際にクーンの側の展開ないし転回をもたらしたのは、実証主義的科学論からの批判ではなかった。
ポパーとの論争が繰り広げられた1965年の学術会議[Lakatos and Musgrave 1970]の席上、物理学者のマーガレット・マスターマンは、クーンの議論が科学的活動の実相をとらえていると評価する一方で、クーンを批判するポパー派を、思弁的な哲学理論と科学理論を等置し、哲学理論の正当化のために都合のいい科学理論を引き合いに出す誤謬に陥っていると批判し、クーンを擁護したが、同時に核心たるパラダイム概念が多義的であいまいに過ぎると指摘した。この指摘を踏まえ、1969年、クーンはパラダイム概念の放棄と、それに代わる専門図式（disciplinary matrix）なる概念の導入を公式に宣言した。

### 専門図式
1962年の初版において、クーンは、パラダイムと科学者集団のアイデンティティの関連を主張していた。しかし、この宣言においては、自らの導入する概念が、科学者集団にとってではなく、歴史家の観点にとって意義を持つものであることが明示されると同時に、焦点が当てられているのが、“専門に携わるための共通な教育と専門的出発点とをもった専門家たちの集団”としての科学者集団であると、問題が再定義された。
その上で、かかる専門家集団において意思疎通を容易ならしめ、専門的判断を安定せしめる共通の基礎があることを指摘し、それをこそ問題としており、それを指し示す用語として「専門図式」を提案した。この専門図式には、四つの重要な要素がある。それらをクーンは、記号的一般化、特定のモデルに対する確信、価値、見本例と呼んだが、とりわけ重要視されるのが最後の見本例（exemplars）である。
科学者が研究の現場で受け入れているものごと、例えばF＝maのような式があるとして、それがいかなる点でいかなる手段によって彼らがそうするようになったのか、言い換えれば科学者がある実験に際して、いかにして「力」とか「質量」とか「加速度」を取り出すことを習ったかをクーンは問う。
実験において、ある問題から別の問題へと移行するうちに、F＝maのような式は変形される。一度変形された式は、いままで関連付けられなかったものとの関連付けられ、今までの文献には出てこなかったようなものにさえなる。では、こうした変形とは一体いかなるものであり、そのやり方を学生はどこで学ぶのだろうか。
クーンによれば、こうした変形は一種のアナロジーを捉えることである。すなわち、今まで出会ったことのない問題を、出会ったことのある問題と同様に見なすことなのである。たとえばF＝maのような法則のスケッチは、一つの道具として機能する。つまり、いかなる類似点を見つけるべきかを教え、見出されるべき状況のゲシュタルト（形態）を与えてくれるのである。
科学者は、二つあるいはそれ以上の特徴的問題間のアナロジーを捉え、類似点を見出し、記号を関連付け、既に有効であることが証明済みの方法でそれらを結びつける。このような様々な状況の間の類似性を見出す能力は、学生が例題をペンと鉛筆で、あるいは実験室の中で実習を行なうことによって得られるのだ、とクーンは指摘する。
こうしたスケッチは、当然ながらポパー派のような科学哲学者たちの描く科学像とは異なっている。ポパーらの考えによれば、科学知識は何よりも理論とルールで表されているのだから、それらを学習しなければ学生は問題を解くことができない。
しかし、未訓練の素人が、いくら理論とルールを教え込まれても、それが“実験室でどのような見え方をするのか”が分からなければ、何に着目すればよいのかすら分からず、つまりは実態的な作業としての研究に取り組みようがない。実験機器の計器の針の位置が針の物理的な位置以上の意味を持つことを理解し得ないならば、霧箱の中を走る「斜線」が宙に浮かぶ不思議な直線にしか見えないならば、研究作業は不可能である。
理論やルール等々がいくら単なる知識として学習されても、それをいわば“適用する”仕方が分からなければ、実際の研究過程においては役には立たないのだ。全く具体的かつ個別的な、一つ一つの実験や観測の場において、何に対して反応し、何に着目すればよいのかを学生が習得するのは、学生が「例題を解く」過程において、問題を解くことそれ自体ではなく、問題を解くことを通じて類似的関係を「発見」することに習熟するからである。
そしてこのとき、“理論や概念を適用する”という言い方が、もはや正しくないことに注意しなければならない。すなわち、学生が「例題を解く」ことによって習熟する事柄とは、実際の研究過程における知識のシステムないしネットワークにおける働きに即して、そしてその場合にのみ理論や法則などが意義をもつということでもあるからだ。言い換えれば、研究過程に先立って、独立ないし孤立した状態において存在する理論や概念があり、研究者がそれらを“適用する”わけではないのだ。いかなる理論であれ概念であれ、ある知識のネットワークの一要素としてのみ、理論や概念といったものが知識としての意義を獲得するのである。
こうした次元によって科学を特徴付けることをクーンは、マイケル・ポランニー [1966=1980] にならって「暗黙の知識」と呼び、それは科学に携わるルールというよりも、科学に実際に携わることによってのみ学ばれると位置付けた。こうした主張は、科学を個人的直感の上に置こうとする非合理主義として非難を浴びた。しかし、この非難はあたっていない。そうしたものを直感と呼ぶとしても、それは、すでに成果を挙げてきている専門家集団が取捨選択を重ねてきたものとして共有されたものであり、新人たる学生はこの集団のメンバーになる準備の一環としての訓練において、その「直感」を獲得するからである。

### ポスト実証主義の科学論
これらを通観して見てみると、クーンにとっての本来的な問題関心は、二つに集約できることがわかる。
第1に、クーンが自らの議論を、主として制度的な科学（それは彼自身が経験してきたものである）に求めていると言うこと。この点に関連して、「見本例」としてのパラダイムないし専門図式の重要性は、かれの言う専門家集団としての科学者集団の性格付けの上でも注目するべきである。ここで強調されているのは専門家育成の教育の意義であり、その限りで、専門家を系統的に教育・訓練し、さらには活動の場を与える学校や大学、研究所などを伴う制度化された科学に焦点が当てられているのである。
第2は、科学を実際活動のそれ以上でも以下でもなく捉えること。既に見たように、言ってみれば「クーン以前」に属する科学論は、実は科学の活動そのものには関心を抱いてこなかった。先の節で示したように、その関心のある部分には、歴史的・社会的……等々の文脈を超越した無条件の真理への期待が込められていたが、しかしながらそうした関心は、反形而上学を意図しながら別の形の形而上学的なものに他ならない。また、そうした仕方で描かれる科学の像は、専門家活動としての科学から遠いものと言わなければならないだろう。クーンの議論は、そうした科学外的な関心によって横取りされてしまった科学の像を、いわば取り返すことを目指していると理解される。そして、この関心にしたがって、科学分野における真理（公理・存在など）は、あくまでその分野の科学者集団という共同体の文脈のもとでのみ有意なものであるという地位へと再定位させられることになる。こうした彼の科学論はある種の相対主義をも導くと言いうるが、そのことによって失われるものは無いとクーンは明言する。クーンは、それらのような科学理論外への真理概念の適用、いってみれば形而上学的実在論、の立場をとってはいない。科学による絶対的真理への接近という19世紀のホイッグ的進歩史観からは、人によっては「最後の審判」に比するような神学的イメージを想像させることもあるが、真理概念の理論内的（intra-theoretic）な適用のみを認めるクーンの視点は、有限の人間的視点に科学を引き留めるものである。
このように、クーンの「パラダイム論」は、ポパーらが非難したように「なんでもあり（anything goes）」ではないし、進歩の否定や単なる現状是認でもない。誤解を恐れず言えば、科学者集団（科学者共同体）という「歴史性」をそなえた実定性と、やはり歴史的であるが故の可変可能性という、二つの側面の結節において科学をとらえているのであり、ポパーやウイーン学団のような科学「哲学」や、「反権威」の仮託ゆえに概念的な過剰負担を強要するプログラムとは、一線が画されている。
またさらに、クーンは「“伝統に縛られた”通常科学」の時代だけでなく、非累積的断絶で区切られた革命の時代（小文字の科学革命）もまた繰り返されると語る。
パラダイムあるいは専門図式の提出したものは極めて多面的かつ複雑である。

## 競合するパラダイム
パラダイムは、通常、一つの有力なものがあるだけであり、人々はそれがある特殊なパラダイムであると気づくことはない。しかし、複数のパラダイムが長期に渡り存続する、あるいは競合するということがしばしば観察される。以下は、長期にわたり、競合するパラダイムが並存した2つの事例である。

### 天動説と地動説
コペルニクス以前にも、地動説(heliocentrism)を唱えた天文学者はいた。ピュタゴラス教団のピロラオスは宇宙の中心に中心火があり、地球や太陽を含めてすべての天体がその周りを公転すると考えた。プラトンは、善のイデアである太陽が宇宙の中心にあるべきだと考えた。特に傑出していたと推定されるのは、サモスのアリスタルコス(紀元前310-230頃、イオニア時代の最後)である。彼は、地球は自転しており、太陽が中心にあり、5つの惑星がその周りを公転するという説を唱えた、と伝えられる。彼は、太陽を中心として、惑星の配置をきちんと示した。これは単なる思いつきや空想を越えたものであり、ほとんど「科学」と呼ぶ水準に達している。
紀元前280年頃、この説が唱えられて以来、コペルニクスが登場するまで、1800年もの間、人類は地動説を知ってはいたが、その考えを馬鹿げたものとして退けてきた。
天動説の最初の形は、天球説だった。アリストテレス以前のイタリア学派は、月、太陽、すべての星が地球を中心とする同心球により説明した。この体系の完成者とされるユークドスは、5つの惑星と太陽、月の運動を説明する地球を中心とする7つの天球を与え、組合せにより合計27の天球をもつ複雑な体系となった。カリッポスは34個の、アリストテレスは56の天球からなる更に複雑な体系を考えた
同心球体系に変わって生まれたのが離心球と周天円の体系だった。ペルガのアポロニウスにより考えられ、ヒッパルコスによって完成され、クラウディオス・プトレマイオスにより後世に伝えられた。プトレマイオスの主著『アルマゲスト』は、それまでの天文学を体系付け、実用的な計算法を整理したことで、エウクレイデスの『原論』のように何世紀にもわたって標準的な教科書であり続けた。

### 光の波動説と粒子説
この項は、波動説と粒子説を巡る小史を参照しています。
光の本性を粒子と見るか波動と見るかの対立も古代ギリシャに遡る。アリストテレスは光は空気元素の乱れであると仮定した。デモクリトスは、光は太陽の原子の一形態であるとした。
11世紀に光学教程を書いたアラビアの科学者イブン・アル・ハイサム(アルハゼン)は、光線は光の粒子からなるとした。1630年、ルネ・デカルトは光の波動説を支持し、普及させた。アイザック・ニュートンは、1670年代の初めから30年もこの問題を考え始め、粒子説の主唱者となった。おなじころ、ロバート・フック、クリスティアーン・ホイヘンス、オーギュスタン・ジャン・フレネルは、光の回折を波動説で説明した。この論争は、1803年、トマス・ヤングが二重スリットにより光の干渉を発見して、粒子説に打撃を与えた。粒子説に対する最後の一撃は、ジェームズ・クラーク・マクスウェルによる電磁波方程式の発見だった。
20世紀に入り、1905年、アルベルト・アインシュタインは、光電効果をマックス・プランクの量子仮説を用いて説明し、粒子説が復活した。1920年代に量子力学が成立すると、ヴェルナー・ハイゼンベルクの不確定性原理により、光は粒子とも波動とも考えられることが判明し、波動説と粒子説の長い対立はどちらの勝利とも付かない形で収束した。